# ووفرام هون
ووفرام هون (آلمانی: Wolfram Huhn؛ زادهٔ ۳ دسامبر ۱۹۷۳) قایقران روئینگ اهل آلمان است.